# بلیدی
بنیامین خایشوالد (به انگلیسی: Benjamin Reichwald؛ زادهٔ ۹ آوریل ۱۹۹۴) که به‌طور حرفه‌ای با نام بلیدی (به انگلیسی: Bladee) شناخته می‌شود، رپر، خواننده، تهیه‌کنندهٔ موسیقی، طراح سوئدی و از اعضای درین گنگ نیز می‌باشد. خایشوالد از زمان انتشار نخستین میکس‌تیپ خود تحت عنوان گلویی در سال ۲۰۱۴، موسیقی‌اش را تحت ناشر موسیقی استکهلمی یر۰۰۰۱ منتشر می‌نماید. وی علاوه‌بر موسیقی در هنرهای تجسمی نیز مهارت دارد و آثار خود را مکرراً برای جلد انتشاراتش قرار می‌دهد.